# Lean healthcare
Lean healthcare – koncepcja zarządzania placówką medyczną (zarówno podmiotem publicznym, jak i prywatnym), w której występują procesy kliniczne (każda interakcja pomiędzy pacjentem a personelem medycznym), procesy medyczne (związane z procesami klinicznymi), procesy naukowe (prowadzenie badań klinicznych), procesy zarządcze (pośrednio związane z procesami klinicznymi).
Koncepcja opiera się na filozofii lean manufacturing i lean management. Podejście polega na zarządzaniu przepływem pacjenta (klienta) w procesie klinicznym, dążąc do zapewnienia pacjentowi wartości dodanej (..) przy jak najkrótszym czasie oczekiwania na usługę, przy jak najbardziej efektywnym wykorzystaniu zasobów ludzkich (lekarze specjaliści, pielęgniarki, położne, salowe i inny personel medyczny i niemedyczny) oraz takiej organizacji procesu, dzięki której pacjent jako najważniejszy „element” procesu będzie podążał za wartością dodaną. Celem lean healthcare jest optymalizacja procesów klinicznych (głównych) i pomocniczych (np. proces zakupów leków, proces magazynowania, proces transportu, proces dostarczania posiłków, proces prania bielizny pościelowej). Lean healthcare skupia się na poprawie stanu zdrowia pacjenta lub wyleczeniu pacjenta biorąc pod uwagę wskaźniki i czynniki stricte procesowe oraz organizację procesu. Efektem jest przede wszystkim dostarczenie pacjentowi usługi w jak najkrótszym czasie, rzetelnie i efektywnie, oraz wykonanie jej bez zbędnych kosztów takich jak 8 rodzajów marnotrawstwa. Celem również jest przełamywanie barier pomiędzy oddziałami/ komórkami organizacyjnymi i poznawanie procesów nie tylko pionowo, lecz również poziomo, co skutkuje lepszą współpracą i komunikacją korzystną dla pacjentów.

## Zasady zarządzania w jednostce medycznej
Koncepcja lean skupia się na pacjencie, prezentuje model „głosu pacjenta” (voice of patient), w którym to właśnie pacjent jest w centrum wszelkich procesów, oddziałując z personelem medycznym, w wyniku czego tworzona jest wartość dodana. Podejście lean angażuje przede wszystkim pracowników jednostki medycznej, dowodząc, że każdy wysiłek zwraca się w wartości dodanej podczas pracy. Bez ludzi nie stworzy się efektywnego systemu, ponieważ w dużej mierze to pracownicy budują kulturę, a lean powinien być sposobem prowadzenia biznesu.
- określenie wartości dla pacjenta (specify value) – zdefiniowanie celu, dla jakiego pacjent trafił do placówki medycznej, np. poprawa stanu zdrowia, wykonanie operacji, wyleczenie pacjenta, wszczepienie implantu, premedykacja leków.
- zidentyfikowanie procesu i mapowanie strumienia wartości (process identification, value stream mapping) – określenie ścieżki postępowania z pacjentem, od momentu zgłoszenia zapotrzebowania na usługę do momentu wypisu pacjenta do domu lub innej komórki organizacyjnej. Jest to technika wykorzystywana do analizy przepływu materiałów i informacji niezbędnych do dostarczenia produktu lub usługi dla pacjenta[4].
- system ssący (pull system) – realizacja usługi pacjentowi na czas, w optymalnej ilości, bez marnotrawstwa
- system oparty na efektywności przepływu (flow efficiency) – określony jako miara stopnia przetworzenia stanu zdrowia pacjenta, dostarczenia wartości dodanej w określonym przedziale czasu[5]. Im wyższa tym lepsze wykorzystanie procesu, to oznacza, że każda „minuta” jest przeznaczona na tworzenie wartości dodanej, nie jest marnowana. System oparty jest na podejściu procesowym i procesach.

## Typy marnotrawstwa
Taiichi Ohno określił 7 typów marnotrawstwa. Obecnie wymienia się 8 rodzajów:
1. Błędy – wszelkie czynności i działania, wykonane przez personel medyczny i pomocniczy, które nie zostały wykonane prawidłowo. Są to sytuacje potencjalnie wypadkowe, zdarzenia niepożądane, incydenty medyczny oraz niezgodności. Czasami nieczytelne zlecenie lekarskie może skutkować podaniem niewłaściwego leku. Ważne jest by dobrze określić błąd – problem (problem to nieakceptowalna różnica pomiędzy stanem pożądanym a stanem faktycznym), który należy rozwiązać stosując RCA (root cause analysis), analizę przyczyn źródłowych.
2. Nadprodukcja – dotyczy czynności, które wykonujemy ponad aktualne zapotrzebowanie pacjentów. Może być to związane z wykonywaniem dodatkowych procedur, które są zbędne lub realizacja świadczeń medycznych „na wyrost”, które na danym etapie leczenia nie będą miały pozytywnego skutku, wykonanie MRI przy okazji TK, kiedy nie jest to potrzebne, generuje dodatkowe koszty i wydłuża proces.
3. Transport – nadmierny transport powodujący wydłużenie się procesu (czasu trwania procesu, zwiększenia ilości potrzebnych zasobów, czasu pracy specjalistów). Źle zaprojektowana infrastruktura szpitalna, wąskie i długie korytarze, punkty pielęgniarskie i rejestracyjne rozmieszczone w przypadkowy sposób powodują, że „trasa” pacjenta od momentu jego wejścia do izby przyjęć zamienia się w długi „spacer.” Dodatkowym czynnikiem potęgującym nadmierny transport jest organizacja procesu, która skłania pracowników do kilkukrotnego odwiedzania tych samych miejsc, zamiast jednej wizyty. Przykłady: transport pacjent z jednej sali chorych do innej, ponieważ nie określono dokładnie miejsca hospitalizacji. Brak znaków graficznych, oznaczeń, dobrze rozmieszczonych pokojów i poddostawców (laboratorium, apteka, ośrodek diagnostyki obrazowej) jest przyczyną pokonywania odległości, które mogłyby być wyeliminowane. Źle rozpisany harmonogram wewnętrznych dostaw pościeli, odpadów, pożywienia i materiałów wydłuża ścieżkę pokonywaną przez pracowników.
4. Ruch – nadmierny ruch jest powiązany z transportem, dotyczy ruchów pracowników, które muszą zostać wykonane w celu zakończenia danej czynności. Jest on ściśle powiązany z ergonomią stanowiska pracy i metodologią 5S. Celem jest eliminacja ruchów, które są niepotrzebne, bez których pracownik zakończy swoje zadania i obowiązki. Schylanie się, dźwiganie, kilkukrotne chodzenie z punktu A do punktu B powoduje nie tylko zmęczenie personelu, lecz przede wszystkim bóle, powoduje frustrację i zmniejsza czas, jaki personel może spędzić bezpośrednio przy pacjencie. Dobre zaprojektowanie infrastruktury zmniejszy zbędny ruch, przypadkowość procesu i ryzyko z tym związane. Zamiennikiem ciągłego chodzenia do laboratorium szpitalnego z próbkami pacjenta jest instalacja poczty pneumatycznej, która skraca czas dostawy i zmniejsza prawdopodobieństwo uszkodzenia materiału.
5. Oczekiwanie – jeden z najpowszechniejszych problemów w ochronie zdrowia. Jest to związane z dużym popytem na usługi i małą podażą (lekarzy specjalistów, możliwości świadczenia usług zgodnie z limitem kontraktu). Poprzez niewłaściwą organizację kolejności poszczególnych kroków w procesie, czas oczekiwania jest dłuższy, ponieważ pacjent lub pracownik musi wykonać więcej czynności niż jest to potrzebne. Wydłużanie się procesu, gdy kilku pacjentów nie przyjdzie na wizytę, ale też ich nie anuluje powoduje, że czas oczekiwania jest kilkukrotnie większy niż w placówce, która zarządza anulacjami wizyt.
6. Nadprocesowość – dodatkowe wykonywanie czynności w procesie, które nie przynosi wartości dodanej, wydłuża czas trwania procesu i wykorzystuje zasoby. Nadprocesowość w placówce medycznej jest wtedy, gdy ścieżka pacjenta (od momentu wejścia do Izby Przyjęć do momentu wizyty u lekarza) jest długa, mimo że można ją skrócić. Rozwiązaniem jest takie zaprojektowanie procesu, które skupi wokół tych samych komórek organizacyjnych, gabinetów, miejsc podobne czynności, które będzie można wykonać w tym samym czasie. Innym rozwiązaniem jest takie zaprojektowanie procesu, które pozwoli daną czynność wykonać szybciej, w inny, sprawniejszy sposób, np. zastosowanie systemu informatycznego do rejestracji pacjenta za „jednym kliknięciem” niż tworzenie dokumentacji papierowej i przesyłanie jej do innych, zainteresowanych komórek organizacyjnych (gabinetu lekarskiego, księgowości) Np.
Proces aktualny:
Izba Przyjęć > Pokój badań-pomiar ciśnienia, wagi > RTG > Wejście na oddział > Wejście do gabinetu zabiegowego > Powrót na Izbę Przyjęć > Wejście na salę chorych > Zmiana sali chorych na inną > Wejście do Ośrodka Diagnostyki na TK > Powrót na salę chorych > Wejście do Ośrodka Diagnostyki na MRI > Powrót na salę chorych
Proces po przeprojektowaniu:
Izba Przyjęć > Pokój badań-pomiar ciśnienia, wagi, RTG > Wejście na oddział > Wejście do gabinetu zabiegowego > Wejście na salę chorych > Wejście do Ośrodka Diagnostyki na TK, MRI > Powrót na salę chorych
7. Zapas – nadmierny zapas to przede wszystkim „zamrożenie” kapitału finansowego placówki. Jest to zamawianie materiałów jednorazowych, sprzętu medycznego, leków w ilości większej niż aktualne zapotrzebowanie organizacji. Jak policzyć zapas bezpieczeństwa? (safety stock). Kalkulując poziom zapasu, powinno się uwzględnić czas dostawy i zapotrzebowanie na materiał w tym czasie. Dla bezpieczeństwa (np. gdy dostawa się opóźni) warto powiększyć zapas o ilości materiału, który zostanie wykorzystany podczas czasu dostawy. To pozwoli na utrzymanie ciągłości procesu, i utrzymanie bezpieczeństwa na optymalnym poziomie.
8. Stracony potencjał ludzki – niewłaściwie zarządzanie kompetencjami pracowników i przydzielaniem zadań, które nie są odpowiednie do kwalifikacji i poziomu wykształcenia demotywuje. Delegowanie prostych zadań, które mogłyby być wykonane przez pracowników średniego szczebla, a są przydzielane osobom na wysokich stanowiskach zwiększa koszty pracy. Umiejętność zarządzania pracownikami pozwala również na utrzymanie ciągłości procesu. Narzędziem do zarządzania potencjałem ludzkim jest matryca kompetencji (competence matrix), na której oprócz stanowisk lub poszczególnych pracowników i wymaganych funkcji lub umiejętności są przypisane poziomy doświadczenia. Jeżeli pielęgniarka musi posiadać certyfikat na przetoczenie krwi pacjenta i jest to jedyna specjalistka w firmie, wystarczy, że się zwolni a proces przetoczenia krwi nie będzie mógł być wykonany, co również wpływa na wystąpienie powikłań zdrowotnych pacjenta lub zagrożenie jego życia. Jeżeli w szpitalu pracuje jeden lekarz specjalista kardiochirurg, występuje wysokie ryzyko przerwania procesu, gdy lekarz nie będzie mógł przyjść do pracy. W tym przypadku należy rozważyć zatrudnienie kolejnego lekarza na taką specjalizację w celu utrzymania minimum 2 pracowników niezbędnych do wykonywania obowiązków na stanowisku lekarza kardiochirurga.